# براندان وليامز (لاعب اتحاد الرغبي)
براندان وليامز (بالإنجليزية: Brendan Williams) هو لاعب اتحاد الرغبي أسترالي، ولد في 21 مايو 1978 في Urbenville, New South Wales ‏ في أستراليا.

## وصلات خارجية
- براندان وليامز على موقع سلسلة سباعيات الرغبي العالمية - رجال (الإنجليزية)
- براندان وليامز على موقع ItsRugby.co.uk (الإنجليزية)
- براندان وليامز على موقع اتحاد ألعاب الكومنولث (مؤرشف) (الإنجليزية)
- براندان وليامز على موقع دورة ألعاب الكومنولث 2006 (مؤرشف) (الإنجليزية)